# Cyligramma rhodesiana
Cyligramma rhodesiana là một loài bướm đêm trong họ Noctuidae.